# Frederick Hardman
Frederick Hardman (1914 - París, 1874) va ser un aventurer, novel·lista i periodista anglès.
Tot i fer de comptable a Londres, es va allistar el 1835 a la Legió Auxiliar Britànica, unitat militar posada a disposició del govern d'Isabel II d'Espanya pel govern britànic per lluitar en la Primera Guerra Carlina a Espanya.
Va ser ferit el 1838 i va tornar a Anglaterra, començant a publicar narracions sobre Espanya, basats tant en el que havia sentit dir durant la seva estada sobre la Guerra de la Independència i la guerra carlina com en les seves experiències durant el viatge.

## Obra publicada
El 1846 va aparèixer el llibre Peninsular Scenes and Sketches , dedicat a Baldomero Espartero, amb narracions ja publicades al costat d'altres d'inèdites. L'obra consta de tres parts: Guerra de la Independència, Primera Guerra Carlina i Viatge per les províncies basques. Hardman dona una visió molt romàntica d'Espanya, amb rigor geogràfic variable. Barreja fets reals amb d'altres que ha escoltat pels campaments i que han anat deformant la realitat, convertint-se pràcticament en llegendes.
Hardman va publicar altres obres sobre Espanya, algunes amb pseudònim. L'esperit aventurer que el 1835 el va portar a lluitar a Espanya el portà després com a corresponsal del Times a Madrid, Constantinoble, la Guerra de Crimea, Àustria, Itàlia i França.
De l'obra Peninsular Scenes and Sketches fou traduïda la part de la Guerra de la Independència, en la que es dedica principalment a destacar la figura d'El Empecinado i, secundàriament, la de Jerónimo Merino, traduïda a l'espanyol per Gregorio Marañón i publicada el 1926 amb el títol El Empecinado visto por un inglés. Les narracions sobre la Primera Guerra carlina, amb una part de les experiències del viatge pel País Basc, foren traduïdes a l'espanyol per Jesús Pardo i publicades el 1967 amb el títol La Guerra carlista vista por un inglés.